# Алан Елдридж
Алан Елдридж (на английски: Alan Aldridge) е роден в Лондон – Ист Енд през 1943 година и е известен британски художник – графичен дизайнер. Един от дизайнерите на 60-те и 70-те години на 20 век. Работи много усилено на тема за музиката и творчеството на Бийтълс. 
Творчеството на Алан Елдридж въплъщава духа на епохата на 60-те и 70-те години. Нарича себе си графичен шоумен. Има оригинален подход към изкуството на графичния дизайн, съчетава измамна наивност на образите и чист и изразителен колорит, характерни за направлението Ар Нуво и сюрреализма. Създава колекция творби, впечатляващи публиката, било то плакати, албуми, илюстрации или книги. 
Креативният подход в създаването на творбите, талантливи и открити го причисляват към художниците на новото време. Отхвърля сивото и скучното и създава собствена нова реалност, нова визуална култура. Неговите запомнящи се образи изразяват настроението и емоциите в изкуството от този период. 
Елдридж създава образа на Бийтълс, определя степента на влияние на тяхната музика в света, не само в изкуството, но и в света въобще, във време когато песните на групата държат първо място във всички класации. 
Алан Елдридж работи и днес – прави оформление на външния вид на сгради, дизайнер, илюстратор, графичен дизайнер, арт директор, директор. Той е този, който дава идея за проекта на книгата „The Beatles Illustrated" и е разработил култовата картина за филма „Chelsea Girls“ от Анди Уорхол. Като арт директор на издателството Penguin, Елдридж създава изключителни произведения, които стават корици на книги. 